# Kleiner Roßkardtsee
Der Kleine Roßkardtsee ist ein rund 1,5 Hektar großes Gewässer der Gemeinde Groß Köris im brandenburgischen Landkreis Dahme-Spreewald.
Der zu- und abflusslose See liegt nördlich der Gemeinde und wird im Osten von der Bahnstrecke Berlin–Görlitz, im Westen von der Motzener Straße und im Süden vom Großen Roßkardtsee begrenzt. Nördlich schließt sich der Güldensee an. Am Gewässer führt ein rund 8 km langer Rundwanderweg entlang, der vom Bahnhof in Groß Köris über den Roßkardt- und den Güldensee zurück zum Bahnhof führt. Der See befindet sich in Privatbesitz.